# 제4회 미쟝센 단편 영화제
제4회 미쟝센 단편 영화제는 2005년 6월 23일에 열린 시상식이다.

## 수상 및 후보

### 비정성시 최우수작품상
- 가리베가스 - 김선민 수상

### 사랑에관한짧은필름 최우수작품상
- 베트남 처녀와 결혼하세요 - 이미랑 수상

### 절대악몽 최우수작품상
- 완벽한 도미 요리 - 나홍진 수상

### 희극지왕 최우수작품상
- 정말 큰 내 마이크 - 우선호 수상

### 4만번의구타 최우수작품상
- 나의 지구를 지켜줘 - 김병정 수상

### 심사위원특별상
- HA209458b - 김구영 수상
- 인간적으로 정이 안 가는 인간 - 손원평 수상
- 채무자 - 우원석 수상
- 미성년자 관람불가 - 박신우 수상
- 핵분열 가족 - 박수영 수상
- 핵분열 가족 - 박재영 수상
- Dr. Thorn - 임종군 수상

### 미쟝센 촬영상
- HA209458b - 김구영 수상

### 연기상
- 인간적으로 정이 안 가는 인간 - 양익준 수상

### 관객상
- 핵분열 가족 - 박수영 수상
- 핵분열 가족 - 박재영 수상

### 페이스인컷 최우수상
- 따귀때리다 - 이정아 수상

### 페이스인컷 우수상
- 눈물(Tear) - 최지선 수상

### 페이스인컷 심사위원특별상
- Little Knife - 김태은 수상
- BARK! - 박범재 수상

### 비정성시 부문
- 가리베가스 - 김선민
- 골목의 끝 - 홍원찬
- 면접 - 이보영
- 물결이 일다 - 신동석
- 빨간 나비 - 유지원
- 산책 - 최지영
- 아빠 - 이수진
- 인간적으로 정이 안 가는 인간 - 손원평
- 전쟁영화 - 박동훈
- 조금만 더 - 심민영
- 채무자 - 우원석
- 크레인, 제4도크 - 이유림
- 팡팡 퀴즈 쇼 커플 예선전 - 강진아
- 형이상학적 나비 효과의 예술적 표현 - 박기완
- 흡년 - 남효주 외1명
- 흡연 모녀 - 유은정

### 사랑에 관한 짧은 필름 부문
- 관성의 법칙 - 백철현
- 괜찮아! - 김영재
- 귀걸이 - 김보라
- 동구밖 과수원길 - 홍윤정
- 베트남 처녀와 결혼하세요 - 이미랑
- 사과 - 김민숙
- 생리해서 좋은 날 - 김미진
- 이만큼만 가져갈게 - 성새론
- 철수야 철수야 뭐하니? - 김방현
- 초혼 - 김기남 외5명
- 토끼와 곰 - 김효정
- 플라워 숍 - 홍재준

### 희극지왕 부문
- 나무꾼 - 현진수
- 되면 한다 - 최원섭
- 멍크 - 이혜련
- 서울 블루스 - 이학수
- 스테이크 하우스 - 김동준
- 양성평등 - 조주상
- 정말 큰 내 마이크 - 우선호
- 즐거운 피구 - 김봉주
- 하얀 풍선 - 류도열
- 브레이크 타임 - 최정인

### 절대악몽 부문
- 2km 주유소 - 남은영 외1명
- 마수로: 오렌지당에 닭은 울지 않는다 - 강경태
- 목이 잘려도… - 이준호
- 미성년자 관람불가 - 박신우
- 뷰티 21 - 이영재
- 아기 나무 - 이지윤
- 안녕 아빠 - 남다정
- 어느 네 팔 소녀의 아주 사소한 이야기 - 김은주
- 완벽한 도미 요리 - 나홍진
- 제4종조우 - 송우진
- 터치 - 백선희
- 토마토 바이러스 - 서명국
- 핵분열가족 - 박수영
- 호랑이 프로젝트 - 이지행
- 닥터 쏜 - 임종군
- HD209458b - 김병훈

### 4만번의 구타 부문
- 결혼기념일 - 안일환
- 나의 지구를 지켜줘 - 김병정
- 내 남편을 구해라 - 류근환
- 리얼 - 진진 외2명
- 목구멍 깊숙이 - 이정현 외1명
- 살인자들 - 백배정
- 패스 오버 - 안상훈
- 어느날 2 - 박준형
- 에스페란토 - 오자초

### 해외 초청작
- 목수와 그의 사랑스러운 아내 - 피터 푸트
- 특산품 수출 주식회사 - 얄마리 헬렌더
- 게걸음 - 제레미 솔니어
- 이방인 - 두시오 치아리니
- 홈 게임 - 마틴 룬드
- 최후의 만찬 - 마스터 클러스터
- VS - 히라바야시 이사무
- 즐거운 나의 집 - 페이룰 힐미
- 빗나간 계획 - 키카와 히사타케
- 무섭지!? - 팟차니 세나피탁
- 침대 밑 - 유사쿠 나카네
- 장난치지마 - 셍 탓 리우
- 토이 - 카즈야 무라야마
- 다운 - 플레오 시리수완
- 천사(天死) - 토모코 카타세
- 핸드 프린트 - 코 멩 정

### 프로그래머 스펙트럼
- 1호선 - 이하
- 엄마의 사랑은 끝이 없어라 - 김정구
- 여름, 위를 걷다 - 김이다
- 웃음 - 김지현
- 마이 스윗 레코드 - 박효진
- 도로 눈을 감고 - 김현필
- 웰컴 - 장희선
- 환타 트로피칼 - 조의석
- 위 캔 쉐어 어 토일릿 - 김재연
- 조우 - 전선영
- 어쩌다 그녀가 - 정민철
- 양보의 미덕 - 강석훈
- W C Jungle - 정충환